# Membre inferior
El membre o extremitat inferior inclou la cintura pelviana, la natja, el maluc, la cuixa, el genoll, la cama, el turmell i el peu (amb el taló i els dits).

## Regions
Cada membre inferior és compost de diverses parts principals:
- La cintura pelviana o pelvis. Es un gran anell ossi que està format per l'os sacre en la regió posterior i els ossos coxals dret i esquerre. Els dos últims s'uneixen per davant amb una articulació especial (símfisi del pubis) que tanca l'anell.
- Cuixa: Al seu interior hi ha un únic i gran os: el fèmur.
- Genoll: És la zona d'unió entre la cuixa i la cama.
- Cama: Formada per dos ossos i diversos músculs. Els ossos són la tibia i la fíbula. La cama té dues regions: l'anterior anomenada canyella i la posterior anomenada panxell.
- Turmell: Regió d'unió entre la cama i el peu.
- Peu, format per tres segments:
  - Tars
  - Metatars
  - Falange

## Ossos
Els ossos que componen el membre inferior són els següents:
- Anca
  - coxal
  - Sacre

- Cuixa
  - Coxal
  - Fèmur
  - Ròtula
- Cama
  - Tíbia
  - Peroné o Fíbula
- Peu
  - Astràgal
  - Calcani
  - Escafoide
  - Cuboide
  - Primer cuneïforme
  - Segon cuneïforme
  - Tercer cuneïforme
  - Metatarsians
  - Falanges

## Articulacions
- Maluc, Anca o Coxofemoral. Format per l'os coxal i el cap del fèmur.
- Genoll. Està format per dues articulacions diferents:
  - Articulació femurotibial. Formada pel fèmur i la tíbia.
  - Articulació femuropatelar. Formada pel fèmur i la ròtula.
- Turmell. Està format per dues articulacions:
  - Articulació tibioperonoastragalina. Constituïda per la tíbia, el peroné i l'astràgal. És l'articulació principal del turmell.
  - Articulació tibioperonea. Té importància secundària.
- Peu. En el peu hi existeixen diverses articulacions que posen en contacte els diferents ossos que el componen.
  - Articulació astràgalo-calcània. Relaciona l'os Astràgal amb el calcani.
  - Articulació astrágalo-navicular. Posa en contacte l'astràgal amb l'os navicular del peu.
  - Articulació calcáneo-cuboidea. Relaciona l'os calcani amb el cuboide.
  - Articulacions tarsometatarsianes. Articula els ossos del tars amb els del metatars.
  - Articulacions metatarso-falàngiques. Relaciona els metatarsians amb la primera falange dels dits.
  - Articulacions interfalàngiques proximals. S'estableix entre la primera i la segona falange dels dits.